# 2019 코파 델 레이 결승전
2019 코파 델 레이 결승전(스페인어: La Final de la Copa del Rey de 2019)은 2019년 5월 25일에 열린 축구 경기로, 스페인의 최고 축구 컵대회인 코파 델 레이의 115번째 결승전이며, 2018-19 시즌 우승자를 가리기 위해 진행되었다. 이번 결승전에서는 바르셀로나와 세비야가 세비야의 베니토 비야마린에서 격돌했다.
발렌시아는 이 경기에서 2-1로 이기고 통산 8번째이자 11년 만의 대회 우승을 거두었고, 2008년부터 이어져 오던 무관의 기록에 종지부를 찍었다.

## 배경
바르셀로나는 이번이 통산 41번째 결승전 진출로, 역대 최다 결승전 진출 기록을 또다시 경신했으며, 우승 또한 30번으로 역대 최다였다. 바르셀로나는 전 시즌에 세비야와의 2018년 결승전에서 5-0 승리를 거두고 정상에 올랐었다. 바르셀로나는 이번에 6대회 연속 결승전 진출 기록을 세워 전 시즌의 기록을 또다시 경신했으며, 레알 마드리드와 아틀레틱 빌바오와 함께 어깨를 나란히 하는 역대 최다 연속 우승 횟수도 5회로 신기록을 세우기를 노렸다.
발렌시아는 이번이 17번째 코파 델 레이 결승전으로 결국 8번째 우승을 거두기에 이르렀다. 이전의 최근 코파 델 레이 결승전 승리는 헤타페를 상대로 거둔 2008년 결승전의 3-1 승리였다.
양 구단 모두 결승 진출로 4개 구단이 참가하는 수페르코파 데 에스파냐의 참가 자격도 확보했다.

## 결승전까지의 경기
| 바르셀로나      | 바르셀로나 | 바르셀로나         | 단계     | 발렌시아      | 발렌시아 | 발렌시아           |
| --------------- | ---------- | ------------------ | -------- | ------------- | -------- | ------------------ |
| 상대            | 결과       | 상세 결과          |          | 상대          | 결과     | 상세 결과          |
| 쿨투랄 레오네사 | 5–1        | 1–0 원정; 4–1 안방 | 32강전   | 에브로        | 3–1      | 2–1 원정; 1–0 안방 |
| 레반테          | 4–2        | 1–2 원정; 3–0 안방 | 16강전   | 스포르팅 히혼 | 4–2      | 1–2 원정; 3–0 안방 |
| 세비야          | 6–3        | 0–2 원정; 6–1 안방 | 8강전    | 헤타페        | 3–2      | 0–1 원정; 3–1 안방 |
| 레알 마드리드   | 4–1        | 1–1 안방; 3–0 원정 | 준결승전 | 베티스        | 3–2      | 2–2 원정; 1–0 안방 |

## 상세 경기 정보
| 바르셀로나 | 1–2    | 발렌시아                    |
| ---------- | ------ | --------------------------- |
| 메시 73′   | 리포트 | 가메이로 21′ · 로드리고 33′ |

| 바르셀로나 | 발렌시아 |

| GK                  | 13 | 야스퍼 실러선      |     |     |
| RB                  | 2  | 넬송 세메두        |     | 46′ |
| CB                  | 3  | 제라르드 피케      |     |     |
| CB                  | 15 | 클레망 랑글레      |     |     |
| LB                  | 18 | 조르디 알바        |     |     |
| CM                  | 8  | 아르투르           |     | 46′ |
| CM                  | 5  | 세르지오 부스케츠  | 61′ |     |
| CM                  | 4  | 이반 라키티치      |     | 76′ |
| RW                  | 20 | 세르지 로베르토    |     |     |
| CF                  | 10 | 리오넬 메시 (주장) |     | 73′ |
| LW                  | 7  | 필리피 코치뉴      |     |     |
| 교체 선수:          |    |                    |     |     |
| GK                  | 30 | 이냐키 페냐        |     |     |
| DF                  | 23 | 사뮈엘 움티티      |     |     |
| DF                  | 24 | 토마스 페르말런    |     |     |
| MF                  | 14 | 마우콩             |     | 46′ |
| MF                  | 21 | 카를레스 알레냐    |     | 76′ |
| MF                  | 22 | 아르투로 비달      | 89′ | 46′ |
| MF                  | 43 | 카를레스 페레스    |     |     |
| 감독:               |    |                    |     |     |
| 에르네스토 발베르데 |    |                    |     |     |

| GK         | 1  | 하우메 도메네크     |     |     |  |     |
| RB         | 18 | 다닐 바스           |     |     |  |     |
| CB         | 24 | 에세키엘 가라이     |     |     |  |     |
| CB         | 5  | 가브리에우          |     |     |  |     |
| LB         | 14 | 호세 루이스 가야    | 53′ |     |  |     |
| RM         | 8  | 카를로스 솔레르     |     |     |  |     |
| CM         | 10 | 다니 파레호 (주장)  |     | 65′ |  |     |
| CM         | 17 | 프랑시스 코클랭     |     |     |  |     |
| LM         | 7  | 곤살루 게드스       |     |     |  |     |
| CF         | 19 | 로드리고 모레노     |     | 33′ |  | 88′ |
| CF         | 9  | 케뱅 가메이로       |     | 21′ |  | 72′ |
| 교체 선수: |    |                     |     |     |  |     |
| GK         | 13 | 네투                |     |     |  |     |
| DF         | 12 | 무크타르 디아카비   |     | 88′ |  |     |
| DF         | 15 | 토니 라토           |     |     |  |     |
| DF         | 21 | 크리스티아노 피치니 |     | 72′ |  |     |
| MF         | 6  | 조프레 콩도비아     | 70′ | 65′ |  |     |
| MF         | 20 | 페란 토레스         |     |     |  |     |
| FW         | 22 | 산티 미나           |     |     |  |     |
| 교체 선수: |    |                     |     |     |  |     |
| 마르셀리노 |    |                     |     |     |  |     |